# Frauenwahlrecht in Österreich

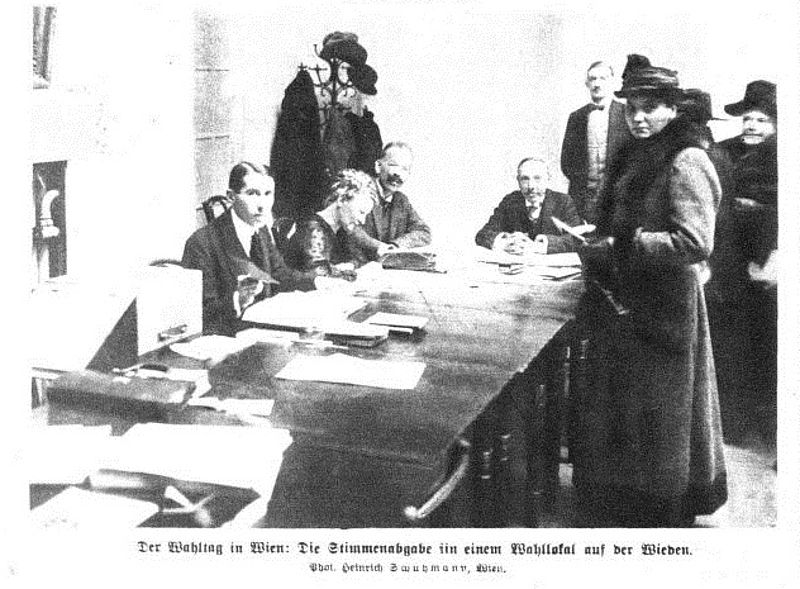
Frauen in Wien wählen bei der Konstituierenden Nationalversammlung im Februar 1919

Das Allgemeine Frauenwahlrecht wurde in Österreich am 12. November 1918 zeitgleich mit der Gründung der Republik nach dem Ende der Habsburgermonarchie und des Ersten Weltkrieges eingeführt. Nachdem die Revolution von 1848/1849 im Kaisertum Österreich errungene Wahlrechte für Männer und Frauen an ökonomische Faktoren band, wurde seit dem Februarpatent 1861 der Kreis der wahlberechtigten Männer bis zum Allgemeinen Männerwahlrecht 1907 schrittweise erweitert, was mit einer deutlichen Einschränkung der politischen Teilhabe von Frauen verbunden war. Insbesondere vom passiven Wahlrecht waren Frauen bis 1918 explizit ausgeschlossen.

## Frauenwahlrechtsbewegungen
Frauenorganisationen existierten im deutschsprachigen Teil der Habsburgermonarchie seit der Revolution 1848/1849 und fokussierten sich vor allem auf eine Verbesserung der Bildungs- und Arbeitschancen für Frauen sowie Arbeiterinnenrechte. Adelige Männliche konnten in der Monarchie für weibliche Familienangehörige wählen. Begüterte Frauen, Steuerzahlerinnen und Frauen in gehobenen Berufen waren ab 1848 selbst wahlberechtigt. Das trug mit dazu bei, dass konsequente Forderungen nach einem allgemeinen Frauenwahlrecht erst gegen Ende des 19. Jahrhunderts aufkamen.
Die Frauenwahlrechtsbewegung in Österreich war zunächst aufgrund verschiedener Ansätze nicht geeint. Die zwei Hauptgruppen waren die Sozialdemokratinnen und der bürgerlich-radikale Allgemeine Österreichische Frauenverein, gegründet im Jahr 1893 von Auguste Fickert. Beide hatten enge Beziehungen zu politischen Parteien. Die Sozialdemokratische Partei war die erste Partei, die ein universelles Wahlrecht für Frauen und Männer in ihr Parteiprogramm mit aufnahm, wobei die Einführung des Männerwahlrechts als wichtiger angesehen wurde und das Frauenwahlrecht oft in Verhandlungen kompromittiert wurde. Adelheid Popp war eine führende Kraft der sozialdemokratischen Frauenbewegung. Am 1. Oktober 1893 organisierte sie eine Demonstration für das Frauenwahlrecht in Wien.
1902 gründete Marianne Hainisch den Bund Österreichischer Frauenvereine als Dachverband, um die österreichische Frauenbewegung stärker national und international zu vernetzen. Mehr als die Sozialdemokratinnen und der Allgemeine Österreichische Frauenverein, die beide vorsichtiger in ihren Forderungen nach dem Frauenwahlrecht waren oder sich mehr auf andere Themen fokussierten, hatte der Bund Österreichischer Frauenvereine eine starke Position zum Frauenwahlrecht. Weil das Vereinsgesetz von 1867 die Gründung eigener politischer Vereine verbot, gründete Ernestine von Fürth 1905 innerhalb der Strukturen des Bundes Österreichischer Frauenvereine ein Frauenstimmrechtskomitee. Der Versuch, dieses Komitee in einen Verein umzuwandeln, scheiterte 1907 in mehreren Instanzen.

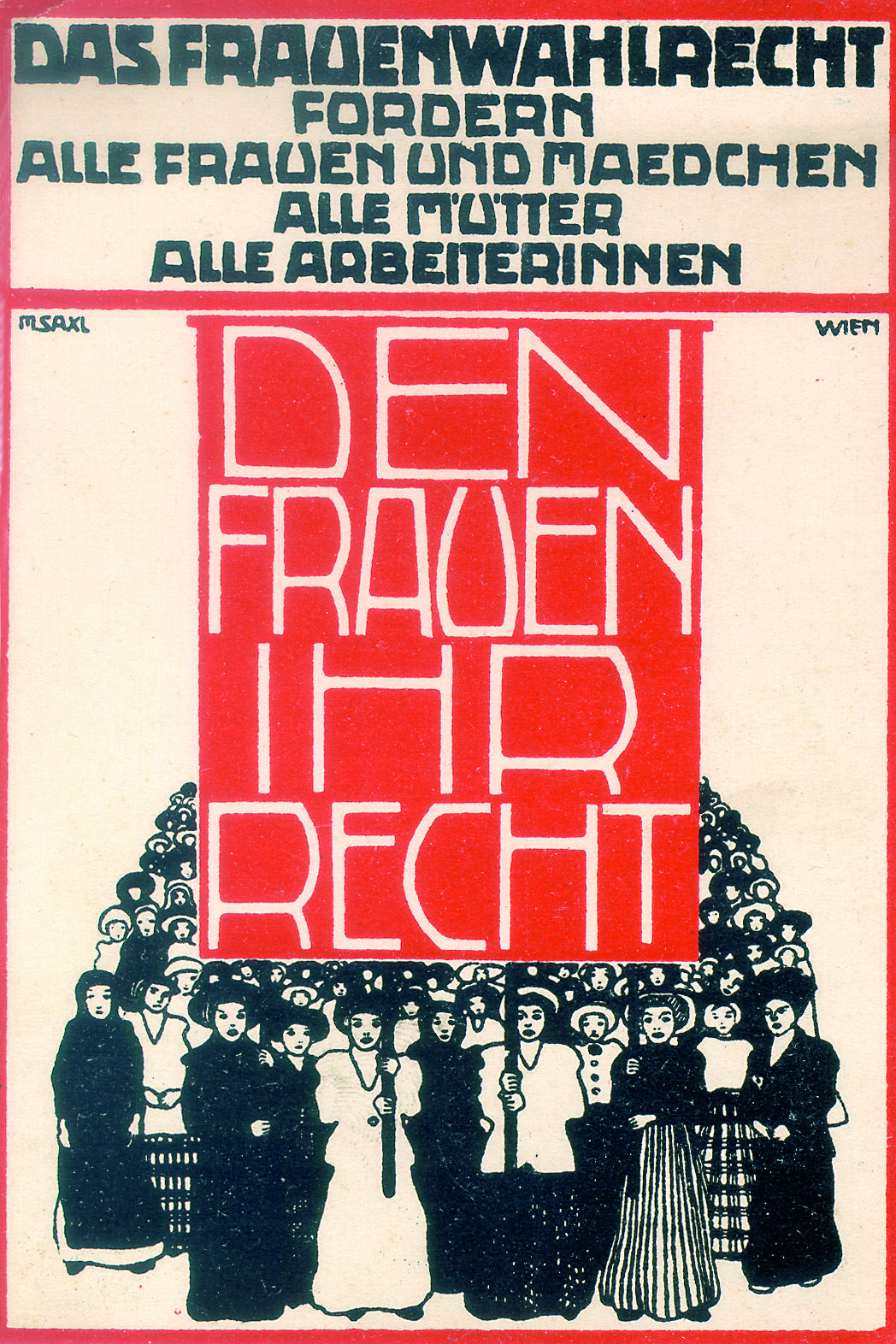
Plakat von Marianne Saxl-Deutsch für den Wiener Frauentag 1912

In den 1910er gab es einen immer stärkeren Aktivismus für das Frauenwahlrecht. Das Frauenstimmrechtskomitee innerhalb des Bundes Österreichischer Frauenvereine veröffentlichte ab 1911 die Zeitschrift für Frauen-Stimmrecht und das Komitee fand Ableger in verschiedenen österreichischen Städten. Inspiriert von einer Rede der deutschen Sozialistin Clara Zetkin rund um die Einführung eines Internationalen Frauentags organisierten Adelheid Popp und andere Sozialdemokratinnen in Wien am 19. März 1911 eine Demonstration für das Frauenwahlrecht. Laut der Arbeiter-Zeitung nahmen rund 20.000 Frauen und auch Männer an der Demonstration teil. Schilder wie „Heraus das Frauenwahlrecht“ oder „Hoch das Frauenwahlrecht“ wurden gezeigt. Die Demonstration fand von da an jährlich statt, auch während des Ersten Weltkrieges. Bereits 1913 hatte sich der Verein der erwerbenden Frauen Meran konstituiert, der sich ebenfalls für das Frauenwahlrecht einsetzte.

## Einführung des Frauenwahlrechts
Noch während des Krieges, in einer Parlamentssitzung am 30. Mai 1917, forderte der Sozialdemokrat Karl Seitz das Frauenwahlrecht. Im Oktober 1918 setzten bürgerliche und sozialdemokratische Frauenorganisationen gemeinsam eine Petition an die Nationalversammlung auf.
Am 12. November 1918, dem Tag der Ausrufung der Republik, wurde das Gesetz für Staats- und Regierungsform erlassen. Artikel 9 des Gesetzes legte fest, dass das Wahlrecht für nationale Wahlen universal und unabhängig vom Geschlecht sei. Sozialdemokrat Karl Renner schrieb den Entwurf für das Gesetz und erklärte später, er habe dabei versucht, das Frauenwahlrecht als selbstverständlich darzustellen, ohne viele Diskussionen zu dem Thema zu führen. Bei der Konstituierenden Nationalversammlung im Februar 1919 konnten Frauen erstmals an nationalen Wahlen in Österreich teilnehmen. Anna Boschek, Emmy Freundlich, Adelheid Popp, Gabriele Proft, Therese Schlesinger, Amalie Seidel und Maria Tusch (alle SPÖ) sowie Hildegard Burjan (Christlichsoziale Partei) waren die ersten Frauen, die ins Parlament gewählt wurden.
Alle Sozialdemokraten waren für die Einführung des Gesetzes, die Christlichsoziale Partei und die Deutschnationalen waren ursprünglich dagegen, die Christlichsoziale Partei wurde aber schlussendlich überzeugt. Die Christlichsozialen forderten, das Frauenwahlrecht nur in Kombination mit einer Wahlpflicht einzuführen, da sie fürchteten, ihre eigene weibliche Wählerbasis weniger stark mobilisieren zu können als die Sozialdemokraten. Wahlpflicht konnte schlussendlich auf Bundeslandebene eingeführt werden, was in Tirol und Vorarlberg geschah.
Bis 1930 mussten Frauen und Männer mit verschiedenfarbigen Wahlkuverts wählen, um politische Präferenzen nach Geschlecht besser untersuchen zu können. Das war für die etablierten politischen Parteien wichtig, da sie nicht wussten, wie die Einführung des Frauenwahlrechts die politische Landschaft verändern würde.
Sexarbeiterinnen wurden aufgrund „moralischer“ Bedenken bis zur Nationalratswahl 1923 vom Wahlrecht ausgeschlossen.